# Nathaniel Mitchell
Nathaniel Mitchell, född 1753 i Laurel i Delaware, död 21 februari 1814 i Laurel i Delaware, var en amerikansk politiker (federalist). Han var Delawares guvernör 1805–1808. 
Mitchell var verksam som jordbrukare. Han deltog i amerikanska frihetskriget i kontinentala armén och befordrades till major. Han var ledamot av kontinentalkongressen 1787–1788.
Mitchell efterträdde 1805 David Hall som Delawares guvernör och efterträddes 1808 av George Truitt. Mitchell var ledamot av Delawares senat 1810–1812.